# Eric Papilaya
Eric Papilaya (Laakirchen, 9 juni 1978) is een Oostenrijks zanger.

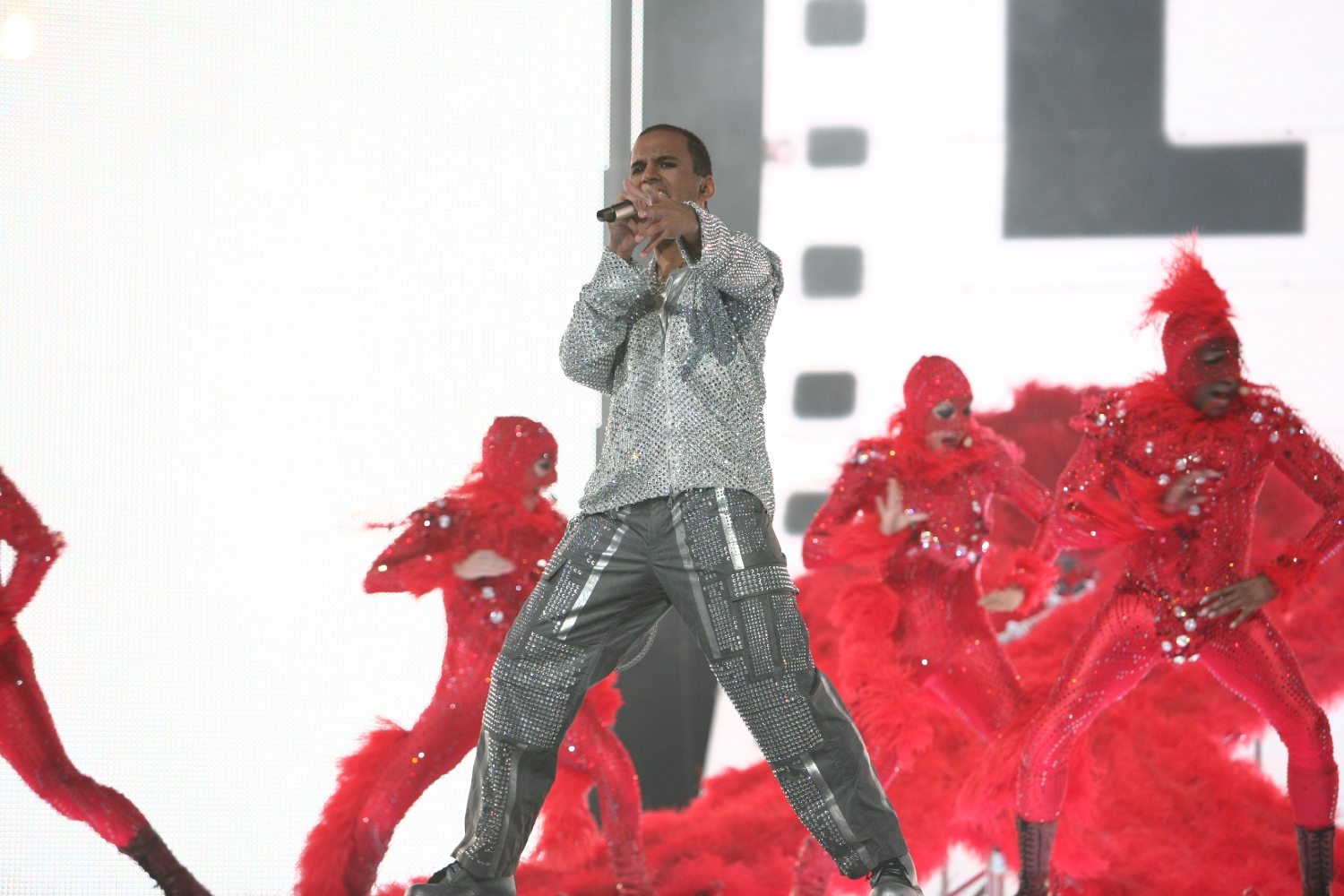
Eric Papilaya tijdens de halve finale van het Eurovisiesongfestival

Papilaya stond voor het eerst in de schijnwerpers toen hij meedeed aan het derde seizoen van het Oostenrijkse televisieprogramma Starmania. Hij geniet echter vooral bekendheid door zijn deelname aan het Eurovisiesongfestival van 2007, waar hij voor Oostenrijk aantrad met het nummer Get a life-Get alive. In de halve finale werden slechts vier punten behaald en Papilaya strandde van de 28 deelnemende landen op de 27ste plaats. Het betekende het slechtste resultaat voor Oostenrijk in de historie van het songfestival.
1957: Bob Martin · 
1958: Liane Augustin · 
1959: Ferry Graf · 
1960: Harry Winter · 
1961: Jimmy Makulis · 
1962: Eleonore Schwarz · 
1963: Carmela Corren · 
1964: Udo Jürgens · 
1965: Udo Jürgens · 
1966: Udo Jürgens · 
1967: Peter Horton · 
1968: Karel Gott · 
1971: Marianne Mendt · 
1972: Milestones · 
1976: Waterloo & Robinson · 
1977: Schmetterlinge · 
1978: Springtime · 
1979: Christina Simon · 
1980: Blue Danube · 
1981: Marty Brem · 
1982: Mess · 
1983: Westend · 
1984: Anita · 
1985: Gary Lux · 
1986: Timna Brauer · 
1987: Gary Lux · 
1988: Wilfried · 
1989: Thomas Forstner · 
1990: Simone · 
1991: Thomas Forstner · 
1992: Tony Wegas · 
1993: Tony Wegas · 
1994: Petra Frey · 
1995: Stella Jones · 
1996: George Nussbaumer · 
1997: Bettina Soriat · 
1999: Bobbie Singer · 
2000: The Rounder Girls · 
2002: Manuel Ortega · 
2003: Alf Poier · 
2004: Tie Break · 
2005: Global Kryner · 
2007: Eric Papilaya · 
2011: Nadine Beiler · 
2012: Trackshittaz · 
2013: Natália Kelly · 
2014: Conchita Wurst · 
2015: The Makemakes · 
2016: Zoë · 
2017: Nathan Trent · 
2018: Cesár Sampson · 
2019: PÆNDA · 
2021: Vincent Bueno · 
2022: LUM!X feat. Pia Maria · 
2023: Teya & Salena · 
2024: Kaleen · 
2025: JJ
- Gemeinsame Normdatei: 1233143891
- International Standard Name Identifier: 0000 0004 6237 290X
- MusicBrainz: 0b57055c-12cd-4305-9547-c80d42032d59
- Virtual International Authority File: 1423154260855824480006